# Serguéi Makárov (jabalina)
Serguéi Aleksándrovich Makárov (en ruso Серге́й Алекса́ндрович Мака́ров) (Podolsk, Rusia, 19 de marzo de 1973) es un atleta ruso, especialista en la prueba de lanzamiento de jabalina, con la que ha logrado ser campeón mundial en 2003.

## Carrera deportiva
Su más importante éxito deportivo fue en el Mundial de París 2003 donde ganó la medalla de oro en lanzamiento de jabalina, con un lanzamiento de 85.44 metros, quedando por delante del estonio Andrus Värnik y del alemán Boris Henry.
También ha conseguido otras medallas, como los dos bronces conseguidos en las Olimpiadas de Sídney 2000 y Atenas 2004 y el bronce en el Mundial de Helsinki 2005.